# Condemned 2: Bloodshot
Condemned 2: Bloodshot è un videogioco d'azione sviluppato dalla Monolith Productions e pubblicato da SEGA.
È il seguito di Condemned: Criminal Origins. Rispetto al primo capitolo, uscito per Windows e Xbox 360, questo seguito è dotato di un nuovo sistema di combattimento e funzionalità online. È possibile utilizzare le proprie abilità di detective per indagare sui serial killer e stanarli.
In questo capitolo il sistema di combattimento è più interattivo, sfruttare gli scenari opzionali ed ha la possibilità di trasportare la vittima per poi torturarla.
Il personaggio di Ethan, protagonista del gioco, rasenta la follia: l'uomo infatti è in preda ad allucinazioni per tutta l'avventura.

## Trama

### Prologo
La storia del gioco si svolge 11 mesi dopo gli eventi del gioco precedente. L'ondata di violenze appearentemente immotivate che avevano colpito la città dall'anno precedente non si è arrestata, anzi sembra in continuo aumento. Rosa, ex collega del protagonista dell'originale Condemned, riceve un nastro audio da Malcolm Vanhorn. Malcolm è inseguito da qualcuno ed è terrorizzato, si rivolge a lei chiedendole di ritrovare Ethan Thomas poiché solo lui può affrontare gli eventi che stanno per accadere. Poi si sentono due spari e delle urla. A malincuore il commissario dell'SCU (Serial Crimes Unit) incarica Rosa ed il suo nuovo partner di ritrovare l'agente Thomas.

### Il fondo
Ethan non ha mai superato gli orrori vissuti nella sua precedente avventura, trasformandosi lentamente in un deprecabile e violento alcolizzato. Continua ad essere tormentato dalle visioni di creature mostruose, tra cui una versione maligna di se stesso, col volto coperto da una maschera di legno. Ethan è stato appena cacciato dall'ennesimo bar a causa del suo comportamento violento, quando si ritrova in un vicolo e una figura incappucciata lo sorprende: ha la bocca contornata da una struttura metallica come le creature che ha affrontato alla fine della sua precedente avventura. Lo colpisce con violenza, sbattendolo al suolo e lo tramortisce con un mattone. Quando Ethan riprende i sensi esce barcollando dal vicolo, trovandosi in una zona della città apparentemente deserta. All'improvviso vede Malcolm. Il suo volto è coperto di un orribile fluido viscoso nero che gli fuoriesce dalla bocca, dal naso e da sotto gli occhi. Ethan lo segue, trovandosi in luoghi mano a mano sempre più sommersi e contaminati da quel liquido nero che sembra inglobare ogni cosa, anche persone e generare creature mostruose. Per raggiungere Malcolm, Ethan si fa quasi assorbire da questo fluido trovandosi in un complesso di cunicoli fatti di esso nei quali vede Vanhorn chiedergli di aiutarlo straziato dalle creature e trova ad aspettarlo la figura incappucciata che lo tramortisce nuovamente.
Ethan apre gli occhi di nuovo ed è nel vicolo di prima, la figura incappucciata lo sovrasta ancora e non l'ha ancora colpito col mattone. Rosa e l'agente Dorland, il suo nuovo partner, sopraggiungono mettendo in fuga l'aggressore. Ethan è stordito, ma è felice di vedere la sua ex collega. Lei gli fa ascoltare il nastro di Malcolm e lui si convince ad aiutare le indagini seppure da esterno. Il gruppo lascia la zona, ma Ethan ha un presentimento: qualcosa di mostruoso si annida dietro tutto questo.

### L'hotel Preston
Il nastro identifica l'Hotel Preston come possibile epicentro d'invio dell'SOS. Oltre a Vanhorn l'SCU pensa di trovare lì anche il corpo di un agente di polizia di pattuglia in quella zona durante la notte in cui si sono svolti i fatti, ancora disperso: probabilmente uno dei due colpi di pistola uditi nel nastro era indirizzato a lui. Il gruppo di ricognizione è formato da Ethan, da Dorland e da un poliziotto francese chiamato La Rue. L'hotel è popolato di drogati in pessime condizioni e di sbandati violenti. Quando i tre entrano nell'albergo, subito li raggiungono notizie di un gran numero di teppisti e criminali in stato di esagitazione che si stanno riversando nei dintorni dell'hotel scatenado una violenza animalesca. Il gruppo si divide ed Ethan rimane da solo. Effettivamente trova il cadavere di un poliziotto, ma i suoi strumenti di indagine rivelano che è stato trascinato. Ethan ripercorre il percorso fatto dal cadavere, mentre molti dei folli (alcuni persino mascherati) che stanno imperversando all'esterno iniziano a penetrare nella struttura. Raggiunto il luogo dove il poliziotto è morto, Ethan non ha difficoltà a trovare Vanhorn e la scena è a dir poco agghiacciante: l'uomo è stato ucciso da un colpo di pistola alla testa, ma, in seguito al decesso, l'assassino gli ha scuoiato il torace e segato via le costole che ne proteggevano la cassa toracica. Il corpo è poi stato circondato da candele, uccelli morti e disegni di occhi (un elemento che ricorreva anche nel primo capitolo della serie). Ethan contatta Rosa mandandole materiale, ma le comunicazioni vengono interrotte da Dorland: i folli hanno dato fuoco all'albergo, bisogna portare fuori il corpo di Vanhorn.

### I binari
Dorland e La Rue stanno scappando con il corpo di Vanhorn, mentre Ethan, uscito dopo, li segue a distanza tallonato da uno sciame di pazzi invasati. Dorland si volta e con un colpo di pistola fa saltare una centralina arrestando l'avanzata tanto dei pazzi quanto di Ethan. Qual era il suo vero obiettivo? Il numero dei criminali costringe Ethan alla fuga attraverso i vicoli circostanti. Intercettando le comunicazioni dell'SCU, Ethan sente Dorland ordinare a La Rue e a tutti gli altri di andarsene abbandonandolo. A nulla servono le urla di Ethan. In un vicolo viene aggredito di nuovo dall'uomo incappucciato, stavolta però riesce a reagire e lo uccide gettandolo dal tetto. I pazzi stanno scatenando un inferno. Un senzatetto trae Ethan in salvo per un pelo. L'uomo sembra in uno stato confusionario, ma dalle sue parole si capisce che anche lui vede le stesse aberrazioni di Ethan. Durante il tragitto attraverso il quale lo scorta, gli parla di quello che sta accadendo riportando alla luce cose che Vanhorn disse ad Ethan nella sua avventura precedente: la follia che dilaga nella città non è senza causa, ci sono forze mostruose in azione nell'ombra. E parlando di questi nomina tre gruppi: i Dark Blood, i Metal King e gli Oro. La via di fuga li conduce in una fabbrica di bambole abbandonata.

### La fabbrica di bambole
Una volta entrato, La Rue si mette in contatto con Ethan. Si scusa per averlo abbandonato, ma stava solo eseguendo degli ordini. A quanto pare ci sono misteri oscuri anche all'interno dell'SCU e, benché odi Dorland, La Rue deve obbedirgli. Ma ora può aiutarlo. Conosce bene la zona e può guidarlo attraverso il complesso con una certa rapidità visto anche che la fabbrica è stata data alle fiamme dai criminali della zona. Ethan riesce a fuggire, benché il luogo sia infestato da quelle che sembrano bambole animate. Una volta uscito viene intercettato da Rosa. Ha scoperto qualcosa.

### Il palazzo dell'SCU
Dalle analisi a raggi x risulta che Vanhorn ha come delle zone annerite nell'organismo, soprattutto nella gola. Una degenerazione inspiegabile che a Rosa ricorda qualcosa: la visita medica annuale di Ethan. Anche lui mostrava le stesse anomalie. In più la zona della gola ed in particolare le corde vocali di Vanhorn sembra siano state asportate durante lo scempio che l'assassino ne ha fatto. Rosa vuole saperne di più e chiede ad Ethan di sottoporsi ad una T.A.C.. Ethan accetta, ma quando si trova nel cilindro qualcosa non va. Ha un'apparizione fulminea del volto maligno del suo alter ego mascherato e poi non sente più nulla. Quando esce dal cilindro la centrale è deserta. Lentamente dei rumori agghiaccianti iniziano a popolarla. Il liquido nero inizia a penetrare da ogni fessura contaminando ogni cosa. Da esso comincia ad uscire ogni sorta di abominio che assale Ethan. Thomas riprende i sensi. Rosa lo sta osservando. I suoi parametri sono andati fuori scala durante l'allucinazione. Ma ora non c'è tempo per approfondire, il direttore Farrel vuole vederlo. Una volta nel suo ufficio, Farrel inizia ad interrogare Ethan. A quanto pare l'agente La Rue è stato trovato assassinato e Dorland è disperso. Il direttore vuole sapere ogni cosa sull'operazione svolta nella giornata precedente, ma durante l'interrogatorio Ethan dà di matto e aggredisce il suo ex capo. Secondo lui il direttore sa esattamente cosa sta succedendo e l'ha richiamato unicamente per toglierlo di mezzo. Farrel non nega di sapere qualcosa, ma terrorizzato dice ad Ethan che non l'ha richiamato per toglierlo di mezzo, ma per proteggerlo. Una telefonata interrompe la confessione: è Dorland, c'è stato un altro omicidio.

### Il museo
La vittima è Rachel Mars, il sindaco della città. È stata uccisa all'interno del museo di storia medievale, qualcuno l'ha decapitata con una spada antica, l'ha parzialmente scuoiata e lasciata all'entrata del museo con un foglio inchiodato sulla schiena. Questo messaggio è ciò che sconvolge davvero Ethan: su uno sfondo di centinaia di occhi disegnati a tratti leggeri, campeggia la scritta SKX, la sigla del famigerato Serial Killer x, alias Leland Vanhorn, nipote del deceduto Malcolm Vanhorn, morto in Condemned: Criminal Origins. Possibile che sia sopravvissuto ad un colpo di pistola alla testa? Le indagini all'interno del museo portano a galla un'insipegabile verità. Sul manico della spada usata per decapitare la donna ci sono delle impronte digitali compatibili con quelle di Leland. A quanto pare il Serial Killer x è sopravvissuto e, probabilmente, suo zio Malcolm l'ha assistito nella ripresa e come ringraziamento suo nipote l'ha ucciso. Ma perché? Nello stesso museo Ethan trova degli arnesi metallici insanguinati. Non sono stati usati per martoriare il corpo del sindaco, ma le sono stati strappati via dalla pelle (i nemici che Ethan aveva incontrato alla fine di Condemned: Criminal Origins avevano il corpo pieno di questi orrendi oggetti). Il foglio sul quale Leland ha inciso la sua sigla è un documento proveniente dalla biblioteca di una grande magione nella zona montana del Lago Nero, probabilmente il rifugio di Malcolm e Leland. Ethan è diretto lì.

### Il rifugio sul Lago Nero
Ethan viaggia su un elicottero dell'SCU verso la destinazione e sta cercando di dormire appena un po', ma i suoi mostri lo tengono sveglio. Il se stesso demoniaco prende il posto del pilota e comincia a parlargli. Gli ripete quanto debba stare attento a coloro che lo circondando, non può fidarsi di nessuno, nemmeno di Ferrel che sostiene di volerlo proteggere, mentre invece lo vuole solo usare. Quando la creatura sparisce, Ethan vede che il pilota è inspiegabilmente morto e l'elicottero sta perdendo quota. Si schianta a qualche chilometro dalla destinazione. Sarà un lungo viaggio tra i ghiacci. Una telefonata di Ferrel sembra confermare le parole del demone, lui vuole aiutare Ethan a sopravvivere per la sua enorme importanza. Lo chiama in un modo strano: rememdium. Anche Rosa lo contatta: qualcosa di strano sta accadendo all'SCU. Dorland è tornato con un manipolo di agenti mai visti prima e stanno mettendo sottosopra la centrale ed in più sospettano che lei sia in contatto con Ethan per aiutarlo. A quanto pare non vogliono che raggiunga la biblioteca di Vanhorn prima di loro. Ethan supera molte difficoltà per raggiungerla, compreso un orso affamato, torturato ed incattivito da Vanhorn proprio per fungere da mezzo difensivo. La stessa biblioteca è pattugliata da agenti che cercano di ucciderlo a vista e le sue porte sono bloccate da un ordigno esplosivo che dovrà disinnescare. Una volta all'interno Ethan trova un videomessaggio che lo stesso Vanhorn gli ha lasciato: parla degli Oro una setta antichissima e potentissima, responsabile degli eventi odierni come di quelli di un anno prima, con legami con ogni cerchia di potere politico. Questa setta è la causa delle azioni di Leland che, plagiato nella mente, desidera ardentemente unirsi ai suoi membri. Anche i genitori di Ethan un tempo vi appartenevano, ma la sua nascita e la scoperta dei suoi "poteri", li spinsero a disertare per proteggerlo, cosa che li ha condotti alla morte. Prima di dare ad Ethan ulteriori informazioni, la comunicazione viene interrotta a causa dell'incursione di alcuni agenti dell'SCU che distruggono il terminale. Ethan sembra spacciato, ma La Rue fa irruzione nel rifugio con un mezzo blindato portandolo in salvo. Ethan non sa se fidarsi di lui, ma l'agente esplode in un impeto di rabbia parlando di Dorland e di Farrel e di come siano coinvolti in ciò che sta portando la città verso il baratro. Rosa li contatta, ha ricevuto una notizia incredibile: il Serial Killer X è stato catturato ed ora è tenuto prigioniero in un blindato nel distretto di Trenton. Ethan e La Rue si dirigono lì.

### Il distretto di Trenton
Mentre La Rue tiene impegnati gli agenti di pattuglia, Ethan si intrufola nel blindato. Il prigioniero al suo interno è proprio Leland Vanhorn alias SKX. La sua guancia è dilaniata dal colpo di pistola che lo ha fatalmente risparmiato. Sembra eccitato di vedere Ethan, gli dice che grandi cose stanno per accadere e che lui deve farne parte. Con un gesto improvviso Leland tramortisce Ethan e si mette alla guida del blindato andando a finire contro la parete di un palazzo: un Bowling. In questa zona tornano a farsi vedere degli esseri umani resi animali dalla follia omicida, il cui corpo è straziato da componenti metalliche e lamiere. Al suo interno Ethan trova la via d'accesso al vecchio rifugio di Leland. Un raccapricciante laboratorio dove animali, barboni e disperati colti dalla furia omicida dilagante in città vengono segregati, studiati e torturati. In quel luogo trova anche il commissario Farrel, ferito gravemente e con sul petto una grande X incisa. Il nome di Ferrel si trova anche su un foglio lasciato lì a terra. Una lista con i nomi di tutti coloro che sono stati uccisi nel corso della storia (sbarrati) più altri tre: quello di Farrel, quello di Dorland e quello di un certo Mago. Ethan aiuta Farrel a fuggire, ma viene intercettato da Dorland che li sbatte entrambi in una specie di sadica arena. Farrel continua ad urlare a Dorland che Ethan è la cura e che potrebbero portarlo dalla loro parte, ma Dorland non lo ascolta, anzi, induce in Ethan la furia. Inspiegabilmente Ethan lancia un urlo mostruoso ed un istante dopo la testa di Farrel esplode. Dorland gli manda contro i suoi agenti, ma Ethan viene tratto in salvo da nientemeno che Leland. Il Serial Killer X non è dalla sua parte, ma vuole essere lui l'unico ad avere il privilegio di uccidere il cosiddetto rememdium. Leland si dilegua e Rosa arriva in suo soccorso. La destinazione è un teatro abbandonato, dove uno psicopatico di vecchia data noto come Il Mago ha il suo rifugio.

### Il teatro
Dopo un viaggio attraverso i giochi malati dello psicopatico e dopo avergliele suonate di santa ragione, Ethan pretende da lui delle risposte su questi fantomatici Oro. Il Mago ha paura di parlare perché sa a quali pericoli andrebbe incontro, ma i metodi di Ethan sono molto persuasivi. Gli Oro (il cui nome deriva da Oro Invictus: Voce Invincibile) sono un'antichissima organizzazione il cui unico scopo è seminare l'odio con i delle emissioni soniche generate da apposite apparecchiature che inducono la mente umana all'aggressività estrema (Vanhorn, in Condemned: Criminal Origins, aveva definito le creature proprio come "l'odio"). Non ne conosce i motivi, ma sa che moltissime delle grandi tragedie della storia dell'ultimo secolo portano la loro firma. I suoi membri usano impiantarsi sotto la pelle o negli arti, patri metalliche sia come simbologia sia per migliorarsi fisicamente. L'organizzazione, benché potentissima, ha sempre temuto qualcosa. Un uomo che essi chiamano "rememdium": la cura. Un uomo dotato di una mente fuori del comune e di un grande potere: la voce. Una voce in grado di sortire gli stessi effetti dei loro impianti sonici e di produrre un impulso talmente potente da poter distruggere ogni cosa (Vox rememdium unus:l'unica cura è la voce). Ethan potrebbe essere questa persona, ma dovrà essere in grado di sostenerne le conseguenze. Il Mago non può dire di più ad Ethan salvo una cosa: le risposte che cerca sono alla "penisola", una zona della città dove le chiatte scaricano i rifiuti.

### La chiatta
Ethan e Rosa si imbarcano su una delle chiatte che conducono alla penisola. Rosa cerca di razionalizzare ciò che Il Mago ha detto ad Ethan, ma quando uno stormo di corvi che li assale viene dilaniato da un urlo lanciato dallo stesso Ethan, si terrorizza e fugge via. Ethan la insegue per tutto il tragitto, ma, quando riesce a trovarla e a rassicurarla, viene aggredito da membri degli Oro e ferito ad una gamba. Rosa gli dice di attendere lì mentre lei va a cercare soccorsi, ma Ethan entra in un container che sta venendo scaricato sulla penisola.

### La penisola
La penisola non è solo un gigantesco immondezzaio. Sotto tonnellate di rifiuti si nascondono gallerie e cunicoli che portano alla quartier Generale degli Oro. Ovunque sono sparsi ripetitori che alimentano quelli più piccoli sparsi per tutta la città. Inoltre l'intera zona è pattugliata da agenti dell'SCU, ma anche da qualcosa di più raccapricciante. Ci sono membri degli Oro dal corpo dilaniato, creature definite come figli di membri della setta nati deformi, incapaci di muoversi, ma potenziati per emettere impulsi sonici, che fungono da cani da guardia ed anche uomini equipaggiati con caschi che emettono lo stesso tipo di impulsi dannosi. Un luogo da incubo che cela il segreto degli Oro. Facendosi strada anche grazie al potere che sta mano a mano imparando a controllare, Ethan raggiunge il cuore di questo stabilimento. Un enorme ripetitore circondato da centinaia di teleschermi attraverso i quali la setta controlla la propria opera in tutta la città. In questa sala c'è Dorland, il suo torso nudo martoriato dal metallo e la sua testa nascosta da un casco emettitore più potente degli altri. Ethan non si fa spaventare e raggiunge la stanza del generatore che alimenta tutta la penisola per sovraccaricarlo. Una voce misteriosa gli dice che anche se distruggerà quel luogo non avrà eliminato che un unico avamposto di una società che ormai si è infiltrata ovunque e ad ogni livello nelle infrastrutture della società. Ethan non ascolta ed innesca una gigantesca esplosione. Sviene. Quando riprende i sensi si trova in un cumulo di macerie e lamiere contorte. Di fronte a lui c'è Dorland. Lo scontro è lungo e sanguinoso, ma Ethan ha la meglio. Non lo uccide, ma lo obbliga a rivelargli il vero scopo degli Oro. "Creare ostilità. Ravvivare il desiderio di lotta. Diventare silenziosamente... i nostri protettori" è la laconica risposta di Dorland. Quando Ethan chiede il vero perché di tutto questo, Dorland non risponde ed Ethan capisce che è solo un'altra patetica marionetta inconsapevole degli Oro. Rosa e La Rue arrivano sul posto con un elicottero. Ethan cerca di salire e quando Dorland tenta di impedirglielo lui lo scaraventa nel baratro di lamiere affilate. Ethan ha vinto questa battaglia, ma qualcosa di molto più grande lo attende ed ora vuole solo riposare.
Tre ore dopo il presidente degli Stati Uniti è in conferenza per rispondere a delle domande sul crescente tasso di violenza nelle strade della nazione. Un uomo gli si avvicina mostrandogli un foglietto. Il presidente sembra colto da un malore. Sull'appunto c'è scritto: «il rememdium è fra noi».
Leland si trova su un letto di metallo. Chini su di lui ci sono gli orribili membri degli Oro. Quando si sollevano, il viso di Leland e ulteriormente sfigurato dai loro impianti metallici. Ora è uno di loro.

## Curiosità
- I Monolith stanno iniziando a lavorare a stretto contatto con ESRB, pare infatti che il sito CVG riporta ad esempio che Constantine Hantzopoulos, senior producer di Condemned 2: Bloodshot, ha eliminato dal gioco alcune features, fra le quali alcune decapitazioni.
- SEGA che originariamente ha intitolato il gioco Condemned 2: Bloodshot, ha deciso di eliminare l'ultima parte del titolo per quanto riguarda l'Europa.[1]
- Il 20 marzo 2007, SEGA ha reso disponibile una demo del gioco solo su PlayStation Network USA della PlayStation 3.[2]
- Il gioco ha avuto dei problemi, per quanto riguarda le versioni USA. Su PlayStation 3 il gioco ha dei problemi d'audio[3] invece su Xbox 360 smette di caricare i salvataggi forzando i giocatori a ricominciare la partita da zero.[4]